# 孔果洛廣定遠
孔果洛廣定遠（1935年1月8日—），初名十善（ᠠᡵᠪᡠᠨ
ᠰᠠᡳ᠌ᠨ，穆麟德轉寫：Arbun Sain），曾用漢名孔十善:38、廣定遠，孔果络氏，锡伯营正蓝旗，臺灣滿族人，满语专家。中华民国前官员、学者广禄之子。2019年向中華民國政府申請恢復傳統族名。

## 生平
1935年1月8日，廣定遠出生于中國新疆省伊犁察布查尔锡伯营七牛录（纳达齐牛录）。自幼生活在锡伯营的驻防城内，以锡伯语（当时视为满洲语方言）为母语。1945年初随父亲到迪化市（今乌鲁木齐）居住，数月后因政治形势变化而先後移居南京、上海，1949年随家族迁往台湾。尽管他在漢地居住数年，但迁台前他的汉语能力极为有限，不识汉文。:39-42在迁台前锡伯语（满语）流利，但未接受书面满文教育，迁台后才掌握满文书面语。成年後任职于中央信託局及台糖:39-42，也在國立臺灣大學教授满文，学者罗杰瑞、成百仁等曾向其学习。:44
1981年中华民国满族协会复会后，他积极参与会务，并在满族协会教授满语。:45,462019年，广定远將戶籍恢復为传统姓名“孔果洛广定远”，以孔果洛为姓，以广定远为名。
广定远有胞兄九善，曾任伊犁海关关长；有堂兄二善，曾留学苏联阿拉木图，在三区革命中担任要职，曾任宁西县的区长，在1951年因参加竞选活动而获罪，土改时被打为恶霸地主，枪决。:39:22,23